# Super Lady
《Super Lady》是韓國女子團體(G)I-DLE為其第二張錄音室專輯《2》所錄製的歌曲。該曲由所屬公司Cube娛樂於2024年1月29日發行，作為專輯的主打單曲。這首電子浩室和 G-House 曲風的歌曲由軍鼓、呼喊和「強勁的低音」所驅動，由隊長田小娟創作和製作，另有 Pop Time、Daily 和 Likey 參與歌詞創作。其歌詞探討了女性賦權、自信和力量的主題。

## 作曲與歌詞
作為一首電子浩室和蓋特浩室曲風的歌曲，The Honey Pop指出這首歌混合了「軍鼓、呼喊」和「強勁的低音」，同時歌詞圍繞著女性賦權的主題。該媒體寫道，這首歌「在歌詞中還包含了有趣的彩蛋，引用了其他K-Pop女團的熱門歌曲，傳達出這首歌是為了賦予所有女性力量，而不是與其他人競爭。」Cube娛樂表示，「Super Lady」是一首「獻給世界上每一位『Super Lady』，以及她們內在的美麗和力量」的歌。在接受告示牌採訪時，小娟表示她也想傳達出(G)I-DLE每個成員的自信和力量。她評論道，碧昂絲之所以是一位「Super Lady」，是因為「她做每件事都很完美，影響著那些想追隨她的人。」

## 評論反響
| 評論得分 | 評論得分 |
| 來源     | 評分     |
| -------- | -------- |
| IZM      | [ 6 ]    |

在IZM的LimDong-yeop的評論中，他讚揚了(G)I-DLE從「Queencard」到「Super Lady」的轉變，以及她們結合了拉丁音樂和流行朋克等各種音樂風格。然而，他指出雖然旋律簡單，但強烈的訊息使人難以完全享受音樂。沉重的歌詞掩蓋了音樂體驗，削弱了對音樂本身的關注。
韓國日報的記者Cho Sung-jin讚揚了這首歌的整體製作和田小娟令人印象深刻的歌唱能力。他將歌曲的場景與布蘭妮·斯皮爾斯、碧昂絲和Lady Gaga等標誌性藝人進行了類比，這些藝人主導了90年代末至2000年代的告示牌排行榜。Cho強調了田小娟的音域，尤其是她能夠唱出具有挑戰性的「三個八度音程的G音」。儘管田小娟在團體中主要是一名rapper，但她熟練地處理了要求高的人聲部分，展示了她的多才多藝。此外，Cho也肯定了田小娟在(G)I-dle成功中的作用，以及她出色製作技能的美譽。
Ilgan Sports的記者Park Se-yeon強調了田小娟富有力量的歌詞和團體整體的自信，這在她們獨特的人聲表現和充滿活力的音樂錄影帶中表露無遺。她指出，這首歌強調了賦權和獨立的主題，強化了(G)I-DLE作為有韌性的表演者的形象。

## 音樂錄影帶
「Super Lady」的音樂錄影帶製作費用為11億韓元（約6400万港币），使其成為製作成本最高的音樂錄影帶之一。該錄影帶由田小娟與High Quality Fish共同執導。影片開頭，團員們在聚光燈的閃爍下走上體育場的舞台。這個畫面被比作2NE1在2011年的歌曲「I Am the Best」，新音乐快递寫道(G)I-DLE在音樂錄影帶中「引領了2NE1的氛圍」，展現「超越生命的時尚造型和相配的服裝。」在整個影片中，每個成員都在音樂錄影帶中扮演了強大的女性角色：Minnie飾演美杜莎、小娟飾演雅典娜、雨琦飾演庫库伊拉·德·威尔、薇娟飾演克娄巴特拉七世，而舒華則飾演 玛丽·安托瓦内特。Ilgan Sports的記者 Kim Jihyo 強調，影片的大規模製作，包括眾多舞者和充滿活力的視覺效果，反映了該團體廣泛的粉絲群。Kim還指出，田小娟從碧昂絲的音樂錄影帶中獲得靈感，例如「Love on Top」和「单身女士」，並將其元素融入其中。

## 獲獎
| 節目          | Date    | Ref.   |
| ------------- | ------- | ------ |
| Show Champion | 2月7日  | [ 13 ] |
| M Countdown   | 2月8日  | [ 14 ] |
| M Countdown   | 2月15日 | [ 15 ] |
| M Countdown   | 2月22日 | [ 16 ] |

## 榜單
| 榜單(2024)               | Peak position |
| ------------------------ | ------------- |
| Global 200 (Billboard)   | 114           |
| Hong Kong (Billboard)    | 17            |
| Japan (Japan Hot 100)    | 49            |
| Japan Streaming (Oricon) | 45            |
| Singapore (RIAS)         | 23            |
| South Korea (Circle)     | 10            |
| Taiwan (Billboard)       | 3             |

| Chart (2024)         | Position |
| -------------------- | -------- |
| South Korea (Circle) | 14       |

## 發行歷史
| 地區    | 日期          | 格式              | Label              |
| ------- | ------------- | ----------------- | ------------------ |
| Various | 2024年1月29日 | 數位下載 串流媒體 | Cube娛樂 Kakao娛樂 |